# Sphaerophoria rueppellii
Sphaerophoria rueppellii és un dípter paleàrtic pertanyent a la família dels sírfids autòcton de la Mediterrània.

## Etimologia
- Sphaerophoria: mot compost grec per sphaero (σφαῖρα, esfera) + phoria (φορία, sostenir). En al·lusió a la protuberància dels mascles.
- rueppellii: en referència al naturalista Eduard Rüppell.

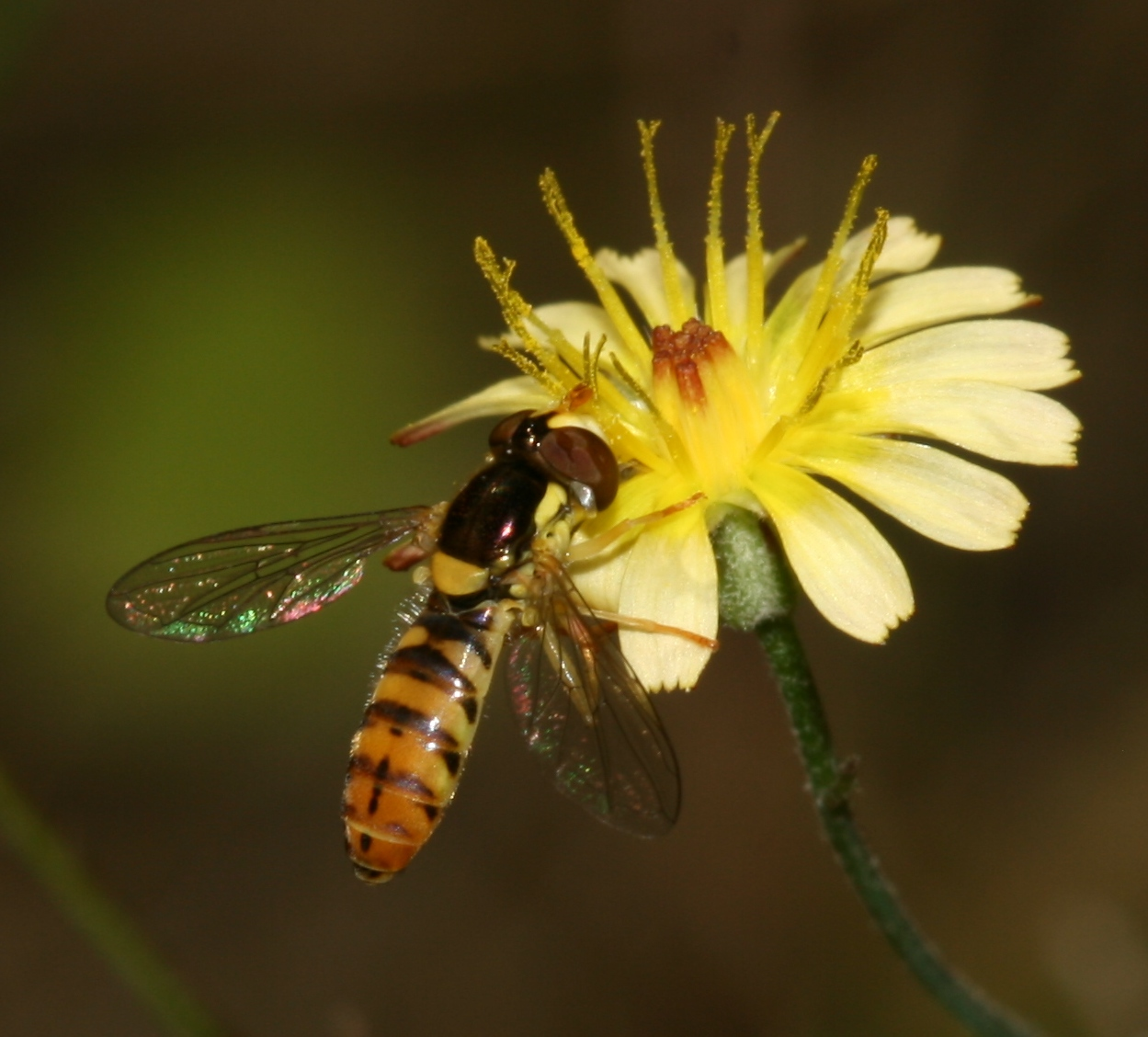
Femella

## Descripció
Adults d'entre 5 i 8 mm de llargària. El tòrax negre amb una banda lateral groga amb els lòbuls posteriors negres. Les antenes són menudes i grogues. El cap baix les antenes també és groga però pot presentar parts enfosquides. L'abdomen està constret entre el segon i el tercer segment. Els mascles tenen l'abdomen acabat en una protuberància taronja, que és l'òrgan copulador, mentre que en les femelles l'abdomen acaba de forma punxeguda.

## Distribució i hàbitat
Present al centre i sud d'Europa, Nord d'Àfrica, Etiòpia i la costa del Pacífic.
Aquesta espècie està lligada a espais oberts, sent també abundant en la vegetació herbàcia propera a les ribes de rius.

## Biologia
S'alimenta de totes les espècies de pugó i la seua acció destaca a altes temperatures, en condicions on altres enemics naturals dels pugons no són efectius. Està present de manera natural en el medi ambient, trobant-se la seua presència en els hivernacles, especialment en els mesos més càlids (març-octubre). Els adults s'alimenten de pol·len i nèctar. Les femelles dipositen els ous prop de les colònies de pugó perquè les larves troben fàcilment l'aliment en sorgir de l'ou. Les larves s'alimenten de pugó, arribant a depredar una mitjana de 200 per larva durant tota la fase larval, que a temperatures mitjanes de 25° C dura uns nou dies i es compon de 3 estadis: L1, L2 i L3. Després d'aquesta etapa, les larves passen a una fase de pupa. Les pupes poden trobar-se tant en el substrat com en les fulles. De les pupes emergeixen els adults, que després de madurar sexualment i copular, pondran els ous prop de les colònies de pugó, tancant el cicle. El desenvolupament des d'ou a adult reproductor dura uns 21 dies. Cada femella pon fins a 400 ous al llarg de la seua vida. Les larves de S. rueppellii són capaces d'alimentar-se de mosca blanca, trips i aranya roja. En absència de pugó, les femelles poden pondre en colònies de mosca blanca.

## Control de plagues
La presència de flors afavoreix la seua presència als jardins i horts. En un estudi en hivernacles al mediterrani on es cultiven pebreres es van testar; caps blancs, coriandre i la pròpia pebrera, va demostrar que per a aquesta espècie de sírfid els caps blancs els ofereixen més aliment que la resta, sent una planta búnquer. Encara que la pebrera també pareix atraure'ls prou. En altre estudi també s'ha vist que visita plantes de coronària.